# Jules Boucher (schrijver)
Jules Boucher (28 februari 1902 - 9 juni 1955), beter bekend onder zijn initialen J.B., was een Frans vrijmetselaar, alchemist en martinist.
Naast J.B. schreef hij onder pseudoniemen als: Julius Bellifer, Hugues Colbert, Leo Ruber, Julius Hucerbo, Onesime Chagorne.
Hij zou een persoonlijk leerling zijn geweest van de semi-mythische alchemist Fulcanelli.
Hij was de stichter van de Ordre Martiniste Rectifié.

## Werken van Jules Boucher
- La symbolique maçonnique
- Manuel de Magie Pratique
- Du Martinisme et des Ordres Martinistes